# Charter of the International Military Tribunal for the Far East
Die Charter of the International Military Tribunal for the Far East oder International Military Tribunal for the Far East Charter, auch bekannt als Tokyo Charter oder IMTFE Charter, ist die Grundlage der Einsetzung des Internationalen Militärgerichtshofes für den Fernen Osten. Im Deutschen werden die Bezeichnungen Statut des Internationalen Militärgerichtshofs für den Fernen Osten und Tokio Charta genutzt, üblicher sind jedoch die englischen Bezeichnungen.

## Geschichte
Die Tokio Charta wurde am 19. Januar 1946 in Kraft gesetzt und am 26. April in, durch Ergänzung vom 25. April, ergänzter Form neu erlassen. Die auch als Tokyo Charter bekannte Charta wurde von Douglas MacArthur, dem Supreme Commander for the Allied Powers in Kraft gesetzt als Ausführung der japanischen Kapitulationserklärung. Sie ist angelehnt an die Nürnberger Charta. Im Gegensatz zu den Nürnberger Prozessen, dessen Grundlage eine Charta war, die zusammen mit der Moskauer Deklaration und der Vertrag von London von den Alliierten direkt unterzeichnet worden ist, somit als Vertrag der Staaten zu sehen ist, ist die IMTFE Charter als militärische Anordnung ergangen. Dieser Umstand, der auch mit einer generell mehr militärischen Art der Durchführung in Tokio einherging, wird als einer der Gründe gesehen, wieso der Prozess in Tokio im Vergleich zu dem Prozess in Nürnberg nur wenig Aufmerksamkeit bekam. Der Umstand, dass die Charta als militärische Anordnung ergangen ist, wird als Indikator für den signifikanten Einfluss der USA auf den Prozess gesehen. Der Chefankläger aus den USA, Joseph B. Keenan, sagte später, dass die Charta zwar als Anordnung erging, aber im „Namen internationaler Souveränität“ und dass MacArthur für die „Weltgemeinschaft“ gehandelt habe, als er diese Autorität ausgeübt habe. Diese Ansicht Keenans zur Charta wird als Beispiel dafür genommen, dass in Tokio sowohl die Frage von internationaler Souveränität, als auch Naturrecht eine Rolle gespielt haben. Die beiden Gerichte in Nürnberg und Tokio sollten Verbrechen unter dem Völkerrecht aburteilen, von dieser Machart waren sie auch geprägt, während die nationalen Gerichte andere Verbrechen, wie Verrat, Mord, Vergewaltigung etc. verurteilen sollten. Dies lag auch daran, dass mit Ausnahme von Jugoslawien kein Staat zu diesem Zeitpunkt die Kategorie der Kriegsverbrechen als Straftatbestände anerkannte.
Beide Dokumente werden jedoch von ihrem Inhalt als vergleichbar angesehen, so seien zum einen beiden Dokumenten die gleichen Prinzipien zugrunde gelegt und in beiden Dokumenten wird ähnliches Prozessrecht und Anklageprozeduren niedergelegt.
Auch wenn die Charta sexuelle Gewalt nicht explizit ansprach, wurde Vergewaltigung unter Kriegsverbrechen subsumiert und prozessiert. Der Grund, warum sexuelle Gewalt, die im Pazifikkrieg eine signifikante Rolle ausmachte, nicht als eigener Anklagepunkt gefasst wurde, wird vielfach darin gesehen, dass die Verfahren relativ schnell aufgezogen worden sind und dem Fokus auf „traditionellen“ Kriegsverbrechen lag. Auch sei Verurteilung wegen sexueller Gewalttaten unter der Tokio Charta nur insoweit erfolgt, als sie Teil eines größeren Angriffs war, wie in Nanking.

## Inhalt
Die Charta bestand aus fünf Teilen. Der erste Teil bestand aus den Grundsätzen der Errichtung des Tribunals. Der erste Artikel regelt die Errichtung des Gerichtshofes und legt als Sitz Tokio fest. Dabei wurde auch eine Hauptentscheidung der Anklagestrategie geregelt. In dem Prozess sollten nur Angeklagte der Kategorie A angeklagt werden sollten. Diese Unterscheidung in verschiedene Kategorien von Angeklagten sollte auch die Kategorisierung unterschiedlicher Kriegsverbrechen widerspiegeln. Der zweite Artikel benennt, dass der Oberste Kommandeur der Alliierten die Mitglieder ernennt aufgrund der Vorschlägen der Staaten, die die Kapitulation Japans unterzeichnet haben (mit Ausnahme Japans selbst) und der Territorien Britisch-Indien und dem Commonwealth der Philippinen. Der dritte Artikel regelte die Ernennung eines Vorsitzenden und die Einrichtung eines Sekretariats.
Artikel 4 regelte die Fragen der Beschlussfähigkeit des Tribunals, der Abstimmungen und der Abwesenheit von Mitgliedern.

### Zweiter Abschnitt
Der zweite Abschnitt regelt die Frage der Zuständigkeit des Tribunals für die Beschäftigung mit Kriegs- und Menschenrechtsverbrechen und einige generelle Vorschriften. Die Zuständigkeit des Gerichtes, die in Artikel 5 geregelt worden war, wurde später im Urteil zu einer diskutierten Rechtsfrage. So entschieden die Richter, dass einige Anklagepunkte, wie unter anderem alle Anklagepunkte, die sich auf eine Verschwörung beziehen mit Ausnahme derjenigen gegen den Frieden, nicht unter die Zuständigkeit des Gerichtes fallen. Während es in der Nürnberger Charta noch die Verfolgung aufgrund von religiösen Gründen aufgenommen war, war diese als Anklagegrund in Tokio gestrichen. Auch gab es in der Tokio Charta keinerlei Vorschriften über kriminelle Organisationen wie in Nürnberg. Die Formulierungen der Anklagepunkte wurde auch in Nachfolgeprozessen in China genutzt.
Artikel 6 regelte, dass ein Angeklagter sich nicht damit verteidigen kann, dass er nur nach den Befehlen seines Vorgesetzten gehandelt hätte, ein Prinzip was zuvor bereits in Nürnberg beschrieben wurde und später von den internationalen Straftribunalen übernommen wurde. Die Regelung findet sich heute in Artikel 27 des IStGH-Statutes. Nichtsdestotrotz erlaubte die Charta in Tokio, den Umstand eines Befehles als Milderungsgrund für die Feststellung einer eventuellen Schuld und Verantwortlichkeit zu berücksichtigen. Das Urteil und die Richter gehen darauf, sofern sie es berücksichtigt haben, allerdings nicht ein.
Artikel 7 beschrieb, dass das Gericht sich eigene Prozessregeln geben durfte, sofern diese im Einklang mit den generellen Deklarierungen in der Charta standen.
Artikel 8 regelte die Einrichtung der Anklage, wobei die USA den Hauptankläger stellten und jeder Staat, der mit Japan im Krieg war einen Nebenankläger stellen konnte.

### Dritter Abschnitt
Der dritte Abschnitt enthält Vorschriften, die ein faires Verfahren sicherstellen sollen. Dabei regelte Artikel 9 das Verfahren der Zustellung der Anklage, der Gerichtssprache, welche in Englisch und in der Sprache der Angeklagten vonstattengehen sollte. Dadurch war die zweite Amtssprache Japanisch.  Auch regelte Artikel 9 das Recht der Angeklagten auf einen Verteidiger, den Zugang zu Beweismitteln und das Beibringen von Beweisen.
Artikel 10 regelte Anträge vor Beginn des Tribunals.

### Vierter Abschnitt
Der vierte Abschnitt enthält Vorschriften über die Befugnisse des Gerichtshofes und die Prozessausführungsregeln des Gerichtes. Dazu gehört in Artikel 11 das Recht des Tribunals zur Befragung und Herbeirufen von Zeugen, Abnehmen von Eidesleistungen oder vergleichbaren.
Artikel 13 regelte die Frage der generellen Zulässigkeit der Beibringung von Beweisen, bzw. der Regelung welche Beweise zulässig seien, der Relevanz einzelner Beweise und spezielle Zulässigkeitsregelungen. Dazu gehört auch die Entscheidung der Zulässigkeit von sekundären Nachweisen.
Der 14. Artikel regelte, dass zwar die erste Verhandlung in Tokio stattfinden sollte, jedoch das Tribunal den Ort hätte verlegen können. Dies hat es jedoch nie getan.
Der 15. Artikel regelte den genauen Ablauf des Gerichtsverfahrens.

### Fünfter Abschnitt
Der fünfte Abschnitt enthält Regeln zu Strafen und Urteil. Artikel 16 regelt, dass das Tribunal die Möglichkeit hat bei Verurteilung die Todesstrafe zu verhängen oder jede andere Strafe, die es für gerechtfertigt hält. Artikel 17 beschreibt, dass das Urteil öffentlich im Gericht verkündet und begründet wird. Die Strafe wird vom Obersten Kommandeur der Alliierten Kräfte in Japan ausgeführt und er darf die Strafe reduzieren oder verändern, sie jedoch nicht erhöhen. Diese Möglichkeit der Überprüfung der Strafe war ein Unterschied zu der in Nürnberg, wo es eine solche Überprüfung nicht gab. Eine Überprüfung kannten nur die Militärprozesse der USA in Nürnberg.

## Kritik
Wie die Charta in Nürnberg, wurde auch die Charter in Tokio dafür kritisiert, dass sie selbst nicht dem internationalen Recht entsprechen würde und vor allem die Anklagen aufgrund der Planung und des Führens eines Angriffskrieges, die die Charta vorsah, nicht rechtmäßig seien. Ein prominenter Kritiker war der Richter am Gericht in Tokio, Röling. Zwar ging Röling in seiner Kritik nicht so weit, wie der indische Richter Pal, er sprach jedoch davon, dass das Gericht nicht alles als Verbrechen ansehen sollte, was die Charta als solches beschrieb.

## Textausgaben
- Volltext der ungeänderten Charta: United States: Treaties and Other International Agreements of the United States of America, 1776-1949: Multilateral, 1946-1949. Department of State, 1968, S. 21 ff. (google.com [abgerufen am 6. Juli 2023]).
- Neil Boister, Robert Cryer: Documents on the Tokyo International Military Tribunal: Charter, Indictment, and Judgments. OUP Oxford, 2008, ISBN 978-0-19-954192-8, S. 7 ff. (google.com [abgerufen am 7. Juli 2023]).